# Monohelea ornata
Monohelea ornata är en tvåvingeart som beskrevs av Wirth 1953. Monohelea ornata ingår i släktet Monohelea och familjen svidknott. Inga underarter finns listade i Catalogue of Life.